# Lontano da te
Lontano da te (Lejos de ti) è una serie televisiva italo-spagnola composta da 10 episodi da 50 minuti, co-prodotta da Mediaset España e Cross Productions e diretto da Riccardo Milani e Ivan Silvestrini.
In Italia è stata trasmessa in prima visione ogni domenica in prima serata su Canale 5 per 4 episodi dal 9 giugno al 30 giugno 2019.
In Spagna è stata trasmessa su Telecinco ogni mercoledì alle 22:45 per 7 episodi dall'8 aprile al 20 maggio 2020.

## Trama
La bella Candela Montero è una giovane donna di Siviglia, 30 anni, spontanea, appassionata e con l'anima d'artista; Massimo Salvatori, un 34enne romano con una vita ben pianificata, si incontrano casualmente in un aeroporto. Il loro primo incontro è un cumolo di sciocchezze che rivelano le grandi differenze tra i due. Tuttavia, tornando nei rispettivi paesi non smetteranno di pensare l'uno all'altro.
L'evocazione di quel ricordo diventerà così ossessivo da innescare uno strano fenomeno: ognuno apparirà nella vita dell'altro sotto forma di "visione" nelle situazioni più insospettate e deliranti, fingendo di esprimere la propria opinione e influenzare le proprie decisioni.

## Episodi
| Stagione       | Episodi | Episodi | Prima TV Italia | Prima TV Spagna |
| Stagione       | Italia  | Spagna  | Prima TV Italia | Prima TV Spagna |
| -------------- | ------- | ------- | --------------- | --------------- |
| Prima stagione | 4       | 7       | 2019            | 2020            |

## Personaggi e interpreti

### Personaggi principali
- Candela Montero, interpretata da Megan Montaner, doppiata da Benedetta Degli Innocenti.
- Massimo Salvatori, interpretato da Alessandro Tiberi.

### Personaggi secondari
- Ramón, interpretato da Pepón Nieto, doppiato da Luigi Di Fiore.
- Rosario, interpretata da Rosario Pardo, doppiata da Nicoletta Negri.
- Chino, interpretato da Carlos Librado, doppiato da Christian Iansante.
- Ana, interpretata da Celia de Molina.
- Pepe, interpretato da Roberto Campillo.
- Ignacia Valverde, interpretata da Mariola Fuentes, doppiata da Marina Tagliaferri.
- Francesca, interpretata da Valeria Bilello.
- Pietro, interpretato da Teco Celio.
- Bice, interpretata da Pamela Villoresi.
- Michele, interpretato da Christian Ginepro.
- Fabrizio, interpretato da Antonio De Matteo.
- Giannini, interpretato da Antonio Zavatteri.
- Padre Fulgencio (episodi 2, 4, 6), interpretato da Julián Villagrán, doppiato da Stefano Sechi.
- Professoressa Maribel (episodi 2, 3), interpretata da Marisol Membrillo, doppiata da Raffaella Castelli.

### Personaggi ricorrenti
- Romitelli, interpretato da Antonio De Matteo.
- Aníbal, interpretato da Juan Fernández, doppiato da Luca Biagini.
- Patrizia, interpretata da Valentina Izumi.
- Panenka, interpretato da Ivan Franek.
- Ines, interpretata da Isabella Merafino.
- Enzo, interpretato da Fabio La Fata.
- Vishwant, interpretato da Benjamin Vasquez Barcellano.
- Avvocato, doppiato da Stefano Miceli.
- Gianna, doppiata da Simona Pipolo.
- Sebastian, doppiato da Beniamino Marcone.
- Marisol, doppiata da Cristina Piras.
- Ladro 1, doppiato da Stefano Thermes.
- Ladro 2, doppiato da Sacha Pilara.
- Isabel, doppiata da Daniela Di Giusto.
- Felipe, doppiato da Guido Sagliocca.
- Signora Sánchez, doppiata da Monica Migliori.
- Poliziotta, doppiata da Daniela Amato.
- Poliziotto, doppiato da Stefano Skalkotos.
- Susana, doppiata da Germana Savo.
- Rocio, doppiata da Germana Savo.

## Produzione
La serie è creata da Veronica Fernandez, diretta da Riccardo Milani e Ivan Silvestrini, elaborata da Marco Tiberi, Marzio Paoltroni, Mikel Barón, Bárbara Alpuente, Federico Lunadei Maroder e Maurizio Careddu e co-prodotta da Mediaset España e Cross Productions.

### Riprese
Le riprese della serie sono state eseguite tra Praga e Siviglia in Spagna, mentre in Italia sono state eseguite a Roma.

## Distribuzione

### Italia
In Italia la serie è stata trasmessa in prima visione ogni domenica in prima serata su Canale 5 dal 9 giugno al 30 giugno 2019. La serie è stata replicata su Canale 5 ogni sabato pomeriggio dal 18 aprile al 13 giugno 2020 dalle 14:05 alle 15:05.
Composizione puntate
In Italia la serie è composta da un'unica stagione di 4 puntate  nella quale ogni puntata originale di 50 minuti è rimontata in modo da formare puntate da 110 minuti ciascuna. Dal 18 aprile al 13 giugno 2020 la serie è stata replicata per 9 puntate dalla durata di 50 minuti ciascuna.

### Spagna
In Spagna la serie è stata trasmessa ogni mercoledì alle 22:45 su Telecinco dall'8 aprile al 20 maggio 2020.
Composizione puntate
In Spagna la serie è composta da un'unica stagione di 7 puntate  nella quale ogni puntata originale di 50 minuti è rimontata in modo da formare puntate da 70 minuti ciascuna.